# Тираспольская улица (Киев)
Тираспольская улица (укр. вулиця Тираспольська) — улица в Подольском и Шевченковском районах города Киева, местность Сырец. Проходит от Сырецкой улицы до улицы Щусева.
Четкой трассы улицы не существует, Тираспольская улица состоит из нескольких отдельных отрезков, пролегающих в разных направлениях. Первый участок улицы лежит вдоль железной дороги, от Сырецкой улицы до гаражей (гаражно-строительные кооперативы «Дружба» и «Дружба-2»). Второй отрезок улицы состоит из двух параллельных частей (с другой стороны железной дороги), которые в дальнейшем разветвляются — одна идет от железной дороги в сторону Сырецкого дендропарка, вторая пролегает от железной дороги до улицы Стеценко. Третий, заключительный отрезок Тираспольской улицы пролегает от улицы Сальского до улицы Щусева.

## История
Улица возникла в 1-й половине XX века как продолжение Сырецкой улицы, хотя застройка на этом месте существовала со 2-й половины XIX века (хутор Софиевка). Современное название известно с 1940 года. Возможно, название улицы дано в память о 131-м пехотном Тираспольском полке, казармы которого находились неподалеку, по улице Юрия Ильенко, 24.
С 2015 года началось строительство жилого комплекса "Місто квітів. Парковий квартал"  на улице Владимира Сальского (бывш. Котовского), которая в 2018 году присоединилась к Тираспольской в Подольском районе (от железной дороги до улицы Стеценко).

## Учреждения и заведения
- Детский сад «Меридиан» (дом № 43)
- Детская школа искусств им.Стефана Турчака (дом № 49)
- Детский сад «Happy Time» (дом № 52-A)
- Отделение почтовой связи № 04079 (дом № 58)
- Cырецкий дендрологический парк

## Изображения
- Дуб Шурун, Тираспольская, 2
- Кипарисовик Сухина, ул. Тираспольская, 43/1
- Сырецкий дендропарк, Тираспольская, 43
- Цыганское имение, Тираспольская, 46-Б